# Zahořany, Domažlice
Zahořany là một làng thuộc huyện Domažlice, vùng Plzeňský, Cộng hòa Séc.